# John Cox
John Arthur Cox Bransford IV (Macapo, Venezuela, 6 de julio de 1981) es un jugador de baloncesto venezolano de ascendencia estadounidense que actualmente se encuentra sin equipo. Con 1,96 metros de estatura, juega en la posición de escolta.

## Trayectoria deportiva
Tras graduarse en la Universidad de San Francisco en 2005, dio el salto a Europa, en concreto a Francia, donde jugaría varias temporadas pasando por varios equipos, hasta sumar un total de 10 temporadas. En concreto, vestiría el uniforme de 5 equipos tras jugar en los clubes de Chalon/Saone, Nancy, Paris-Levallois, Cholet y Le Havre desde la temporada 2005 hasta la 2015.  
Cox firmó con Bucaneros para la campaña 2015-2016 donde acompañó al equipo hasta el subcampeonato pero su ausencia en la serie ante Panteras de Miranda en abril de 2017, supondría su vuelta al básquet francés, en concreto al ÉB Pau-Orthez. El escolta de 35 años firmaría con el club Elan Bearnais de la primera división de Francia para regresar al baloncesto francés, que abandonó tras la campaña 2014-2015.  

## Selección nacional
Cox participó con la selección nacional de baloncesto de Venezuela en el Campeonato FIBA Américas de 2015 en la Ciudad de México, México. En el torneo, Cox y la selección venezolana se proclamaron campeones de la competición por primera vez en la historia.
Participó en los Juegos Olímpicos de Río 2016.

## Personal
Su Padre es Chubby Cox exjugador de los Washington Bullets y tío del también exjugador Kobe Bryant quien también fuera primo de John.